# Johan V van Brandenburg
Johan V van Brandenburg bijgenaamd de Illustere (circa 1302 - 24 maart 1317) was van 1308 tot 1317 markgraaf van Brandenburg-Salzwedel. Hij behoorde tot het huis Ascaniërs.

## Levensloop
Johan V was de zoon van markgraaf Herman van Brandenburg-Salzwedel en Anna van Habsburg, dochter van Rooms-Duits koning Albrecht I van Habsburg.  In 1308 volgde hij zijn vader op als markgraaf van Brandenburg-Salzwedel.
Johan V was gehuwd met Catharina (overleden in 1327), dochter van hertog Hendrik III van Glogau. Hun huwelijk bleef kinderloos. 
Hij overleed in 1317, waarmee de tak Brandenburg-Salzwedel van het huis Ascaniërs uitstierf. Markgraaf Waldemar van Brandenburg-Stendal volgde hem op, waarmee het vroegere markgraafschap Brandenburg herenigd werd.